# Lancer du poids féminin aux championnats du monde d'athlétisme 1983
Navigation
Rome 1987
L'épreuve du lancer du poids féminin des championnats du monde d'athlétisme 1983 s'est déroulée les 10 et 12 août 1983 dans le Stade olympique d'Helsinki, en Finlande. Elle est remportée par la Tchécoslovaque Helena Fibingerová.

## Résultats

### Finale
| Rang               | Athlète             | Pays                 | Essais | Essais | Essais | Essais | Essais | Essais | Marque  | Notes |
| Rang               | Athlète             | Pays                 | 1      | 2      | 3      | 4      | 5      | 6      | Marque  | Notes |
| ------------------ | ------------------- | -------------------- | ------ | ------ | ------ | ------ | ------ | ------ | ------- | ----- |
| Médaille d'or      | Helena Fibingerová  | Tchécoslovaquie      | 19.89  | 19.69  | 19.72  | 19.94  | 20.30  | 21.05  | 21.05 m | CR    |
| Médaille d'argent  | Helma Knorscheidt   | Allemagne de l'Est   | 20.30  | 20.70  | 20.55  | 20.47  | X      | 20.25  | 20.70 m |       |
| Médaille de bronze | Ilona Slupianek     | Allemagne de l'Est   | 20.56  | 20.32  | 19.97  | 19.52  | X      | X      | 20.56 m |       |
| 4                  | Nunu Abashidze      | Union soviétique     | 18.68  | 19.16  | 19.11  | 20.55  | 19.77  | X      | 20.55 m |       |
| 5                  | Natalya Lisovskaya  | Union soviétique     | 19.53  | X      | 20.02  | 20.01  | 19.63  | 19.45  | 20.02 m |       |
| 6                  | Mihaela Loghin      | Roumanie             | 19.85  | 19.82  | 19.77  | 19.34  | 19.72  | 19.08  | 19.85 m |       |
| 7                  | Claudia Losch       | Allemagne de l'Ouest | 19.72  | 18.97  | X      | 19.54  | 18.96  | 18.21  | 19.72 m |       |
| 8                  | María Elena Sarría  | Cuba                 | 18.45  | 19.44  | 19.32  | 19.47  | X      | 18.87  | 19.47 m |       |
| 9                  | Zdeňka Šilhavá      | Tchécoslovaquie      | 18.24  | 17.94  | 19.00  |        |        |        | 19.00 m |       |
| 10                 | Venissa Head        | Royaume-Uni          | 18.05  | 17.60  | 17.48  |        |        |        | 18.05 m |       |
| 11                 | Gael Mulhall-Martin | Australie            | 17.43  | 17.49  | 17.79  |        |        |        | 17.79 m |       |
| 12                 | Judy Oakes          | Royaume-Uni          | 17.01  | 17.19  | 17.52  |        |        |        | 17.52 m |       |

## Légende
Records et Performances
- AR : Record continental (area record)
- CR : Record des championnats (championship record)
- MR : Record du meeting (meet record)
- NR : Record national (national record)
- OR : Record olympique (olympic record)
- PR : Record paralympique (paralympic record)
- PB : Record personnel (personal best)
- SB : Meilleure performance personnelle de la saison (season's best)
- WL : Meilleure performance mondiale de l'année (world leader)
- WJR : Record du monde junior (world junior record)
- WR : Record du monde (world record)

Circonstances et Conditions
- DNF : N'a pas terminé (did not finish)
- DNS : N'a pas pris le départ (did not start)
- DQ : Disqualification (disqualification)
- NM : Aucun essai valable enregistré (No Mark)
- Q : Qualifié « directement » au prochain tour (ou à la prochaine compétition), lors d'une compétition majeure, grâce au classement ou à la réalisation des minima (automatic qualifier)
- q : Qualifié au prochain tour (ou à la prochaine compétition), lors d'une compétition majeure, grâce au repêchage ou à la réalisation de l'une des meilleures performances parmi celles des « non qualifiés directement » (grâce au meilleur temps ou à la meilleure distance par exemple) (secondary qualifier)